# هنري سكوت هاردن
هنري سكوت هاردن هو سياسي أسترالي، ولد في 11 ديسمبر 1834 في غنت في بلجيكا، وتوفي في 10 مارس 1879 في بريزبان في أستراليا.